# 敖伦诺尔
敖伦诺尔是一个位于中国青海省海西蒙古族藏族自治州的湖泊，面积约为1.25平方千米，属于青藏高原。它的一级流域为内流区诸河，二级流域为柴达木内流区。